# Pont ferroviaire du canal du cap Cod
Le Pont ferroviaire du canal du cap Cod (Cape Cod Canal Railroad Bridge, appelé aussi Buzzards Bay Railroad Bridge) est un pont ferroviaire mobile situé à Bourne (Massachusetts). Il permet à la voie de chemin de fer de franchir le Canal du cap Cod.

## Historique
La construction du pont a commencé en 1933. Il a été mis en service le 29 décembre 1935. Il remplace un pont à bascule qui avait été construit en 1910.

## Caractéristiques
Le pont a une longueur de 166 m, et une hauteur de dégagement de 41 m quand il est en position haute.

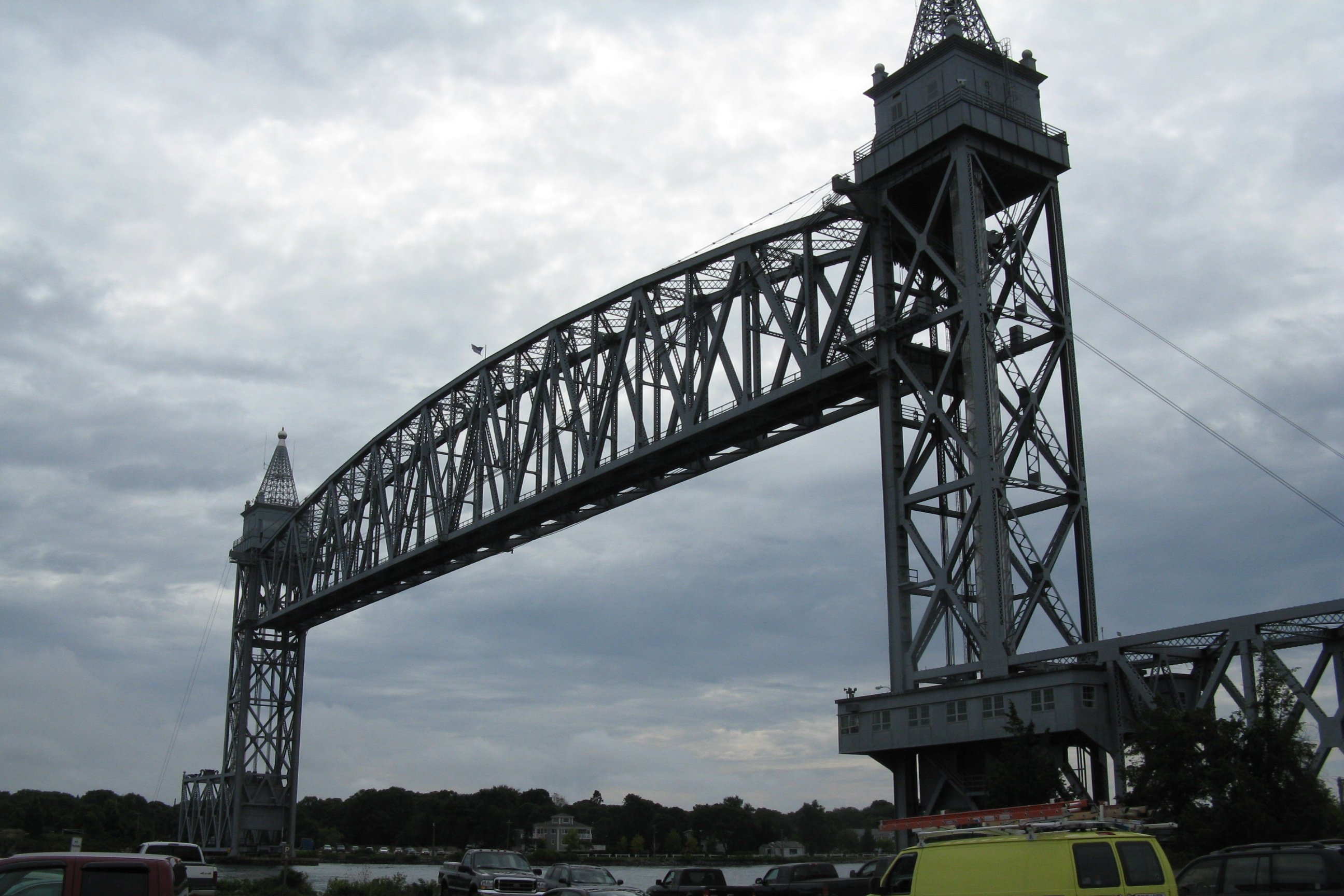
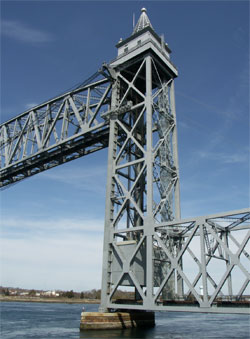
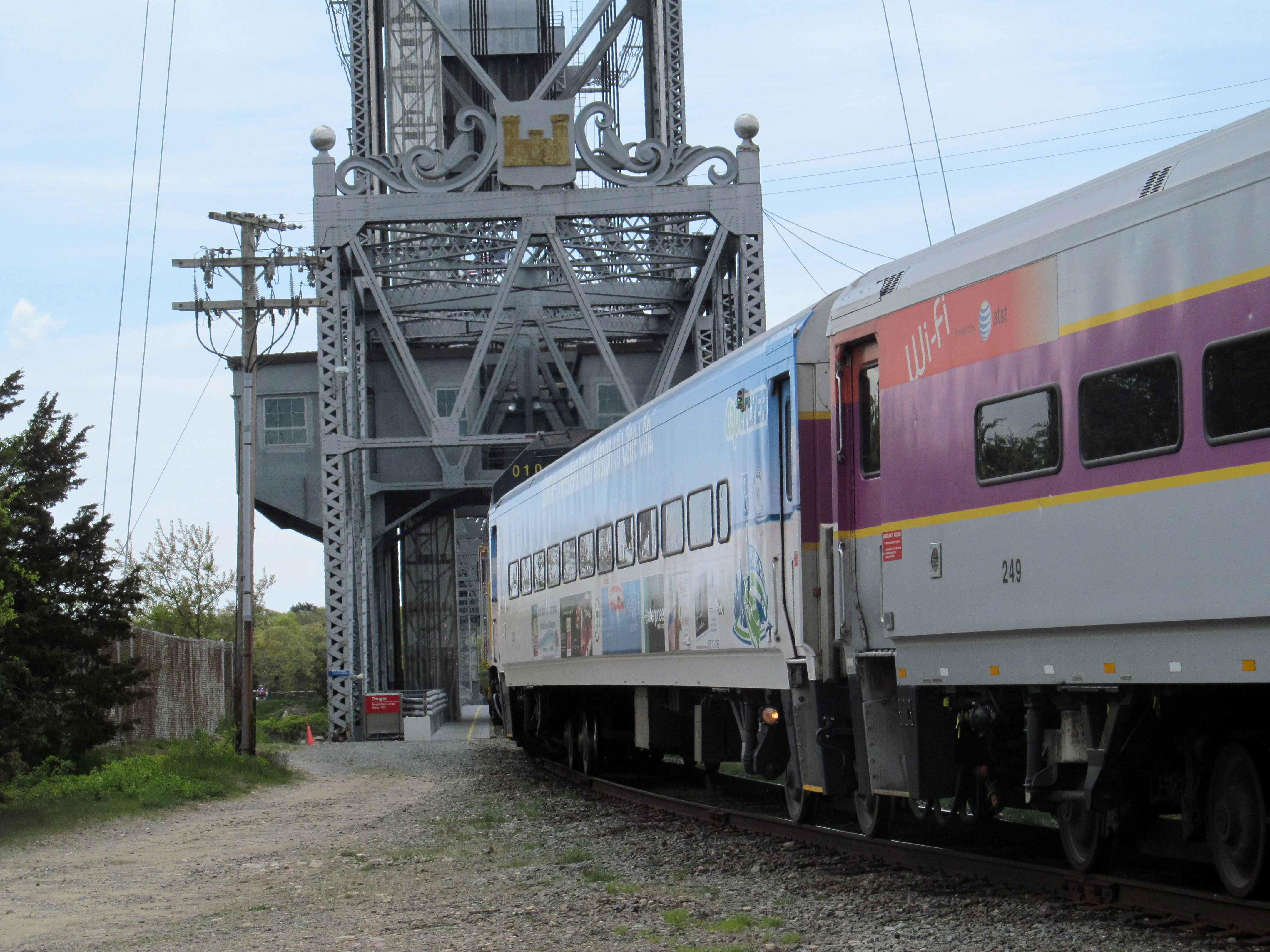
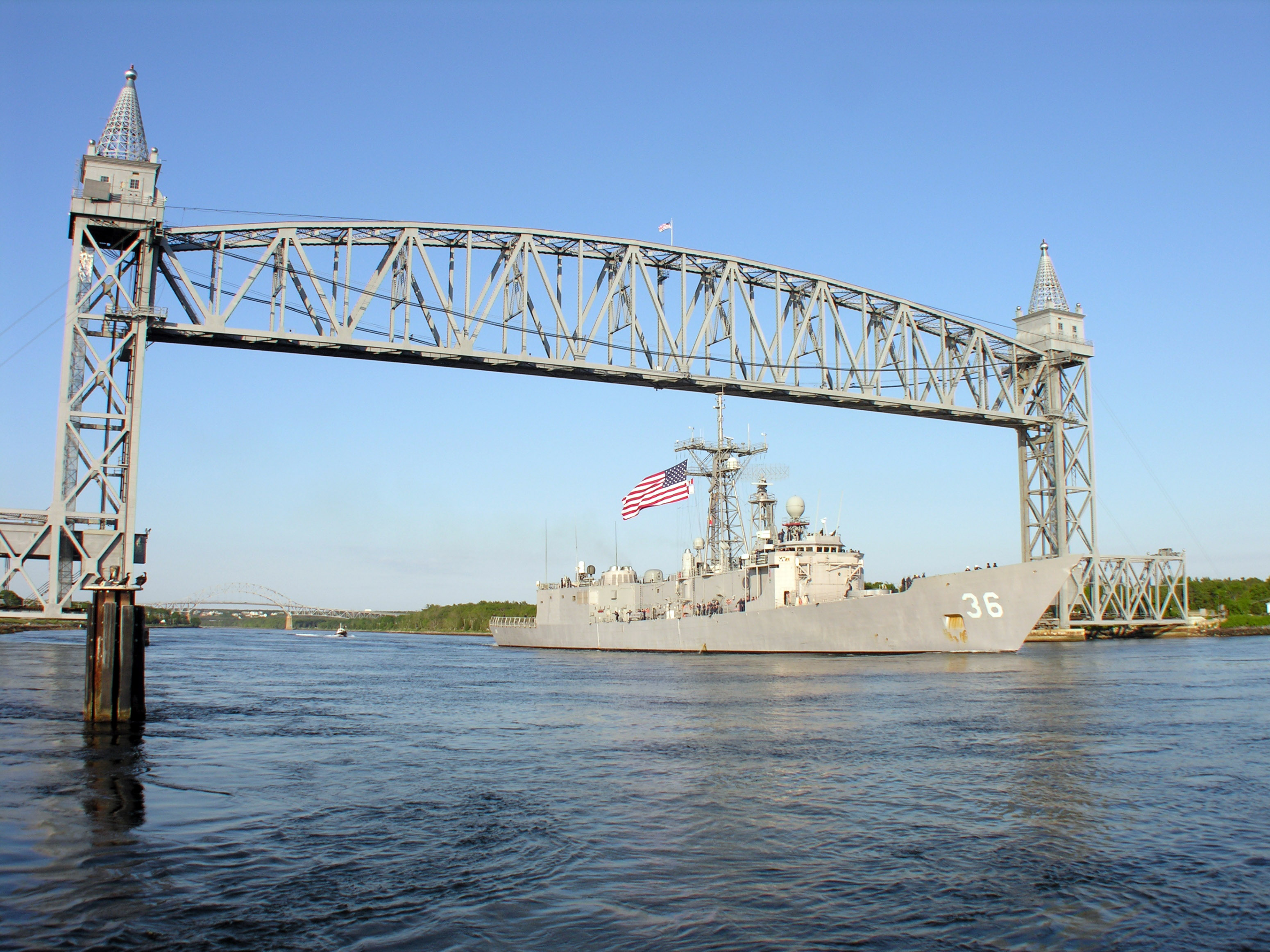